# 格奥尔基·奥波科夫
格奥尔基·奥波科夫（俄语：Гео́ргий Ипполи́тович Оппо́ков，1888年1月28日—1937年9月2日），又名洛莫夫，知名布尔什维克领导人，首任苏俄司法人民委员，曾加入左翼反对派。1937年大清洗期间被捕并遭处决。1956年平反。